# Nuculana delliana
Nuculana delliana is een tweekleppigensoort uit de familie van de Nuculanidae. De wetenschappelijke naam van de soort is voor het eerst geldig gepubliceerd in 2010 door Huber.